# Lijst van voetbalinterlands Britse Maagdeneilanden - Puerto Rico
Deze lijst van voetbalinterlands is een overzicht van alle officiële voetbalwedstrijden tussen de nationale teams van de Britse Maagdeneilanden en Puerto Rico. De landen speelden tot op heden vier keer tegen elkaar. De eerste ontmoeting, een kwalificatiewedstrijd voor de Caribbean Cup 1999, werd gespeeld in Port-au-Prince (Haïti) op 19 maart 1999. Het laatste duel, een groepswedstrijd tijdens de CONCACAF Nations League 2022/23, vond plaats op 23 maart 2023 in Road Town.

## Wedstrijden
| № | Plaats         | Datum            | Competitie                      | Wedstrijd                            | Uitslag |
| - | -------------- | ---------------- | ------------------------------- | ------------------------------------ | ------- |
| 1 | Port-au-Prince | 19 maart 1999    | Caribbean Cup 1999 kwalificatie | Puerto Rico − Britse Maagdeneilanden | 0 − 5   |
| 2 | San Juan       | 3 februari 2001  | Caribbean Cup 2001 kwalificatie | Puerto Rico − Britse Maagdeneilanden | 1 − 2   |
| 3 | Tortola        | 11 februari 2001 | Caribbean Cup 2001 kwalificatie | Britse Maagdeneilanden − Puerto Rico | 0 − 0   |
| 4 | Mayagüez       | 12 juni 2022     | CONCACAF Nations League 2022/23 | Puerto Rico − Britse Maagdeneilanden | 6 − 0   |
| 5 | Road Town      | 23 maart 2023    | CONCACAF Nations League 2022/23 | Britse Maagdeneilanden − Puerto Rico | 1 − 3   |

## Samenvatting
| Competitie                 | Totaal gespeeld | Winst Br. Maagdeneil. | Gelijk | Winst Puerto Rico | Doelsaldo Br. Maagdeneil. – Puerto Rico |
| -------------------------- | --------------- | --------------------- | ------ | ----------------- | --------------------------------------- |
| CONCACAF Nations League    | 2               | 0                     | 0      | 2                 | 1 − 9                                   |
| Caribbean Cup-kwalificatie | 3               | 2                     | 1      | 0                 | 7 − 1                                   |
| Totaal                     | 5               | 2                     | 1      | 2                 | 8 − 10                                  |

Wedstrijden bepaald door strafschoppen worden, in lijn met de FIFA, als een gelijkspel gerekend.
BVIFA · A-internationals · vrouwenelftal
Amerikaanse Maagdeneilanden ·
Anguilla ·
Antigua en Barbuda ·
Aruba ·
Bahama's ·
Barbados ·
Bermuda ·
Cuba ·
Curaçao ·
Dominica ·
Dominicaanse Republiek ·
Grenada ·
Guatemala ·
Haïti ·
Kaaimaneilanden ·
Montserrat ·
Puerto Rico ·
Saint Kitts en Nevis ·
Saint Lucia ·
Saint Vincent en de Grenadines ·
Suriname ·
Trinidad en Tobago ·
Turks- en Caicoseilanden
FPF · 
A-internationals · 
Puerto Ricaans vrouwenelftal
1940 · 
1941 · 
1942 · 
1943–1945 · 
1946 · 
1947 · 
1948 · 
1949 · 
1950–1958 · 
1959 · 
1960–1961 · 
1962 · 
1963 · 
1964 · 
1965 · 
1966 · 
1967 · 
1968 · 
1969 · 
1970 · 
1971 · 
1972 · 
1973 · 
1974 · 
1975 · 
1976 · 
1977 · 
1978 · 
1979 · 
1980 · 
1981 · 
1982 · 
1983 · 
1984 · 
1985 · 
1986 · 
1987 · 
1988 · 
1989–1990 · 
1991 · 
1992 · 
1993 · 
1994 · 
1995 · 
1996 · 
1997 · 
1998 · 
1999 · 
2000 · 
2001 · 
2002 · 
2003 · 
2004 · 
2005 · 
2006–2007 · 
2008 · 
2009 · 
2010 · 
2011 · 
2012 · 
2013 · 
2014 · 
2015 · 
2016 ·
2017 ·
2018 ·
2019 ·
2020 ·
Anguilla ·
Antigua en Barbuda ·
Aruba ·
Bahama's ·
Barbados ·
Belize ·
Bermuda ·
Britse Maagdeneilanden ·
Canada ·
Colombia ·
Costa Rica ·
Cuba ·
Curaçao ·
Dominicaanse Republiek ·
El Salvador ·
Grenada ·
Guatemala ·
Guyana ·
Haïti ·
Honduras ·
India ·
Indonesië ·
Jamaica ·
Kaaimaneilanden ·
Nederlandse Antillen ·
Nicaragua ·
Panama ·
Saint Kitts en Nevis ·
Saint Lucia ·
Saint Vincent en de Grenadines ·
Spanje ·
Suriname ·
Trinidad en Tobago ·
Venezuela ·
Verenigde Staten